# Marsfeld (München)

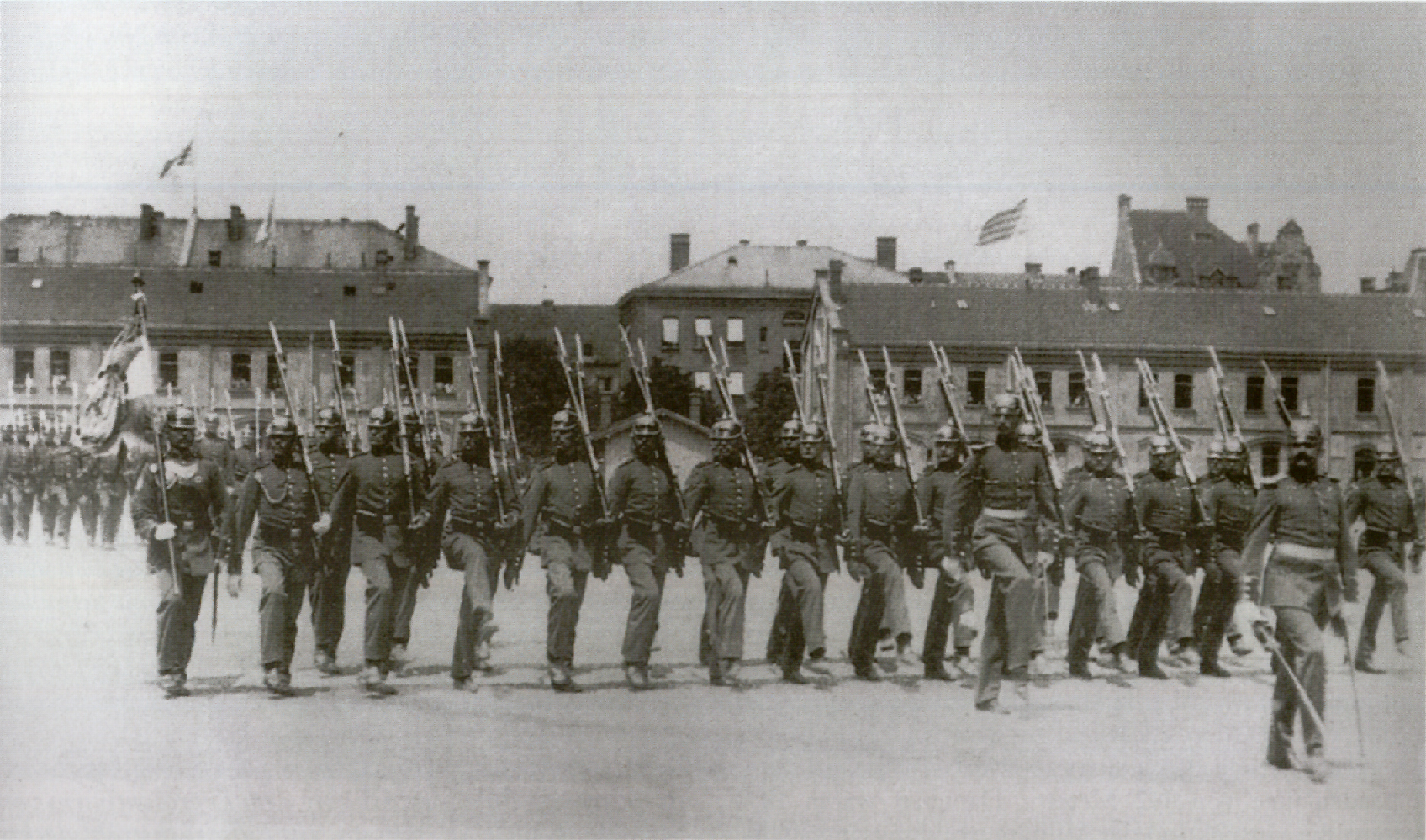
Parade vor der Marsfeldkaserne (1905).

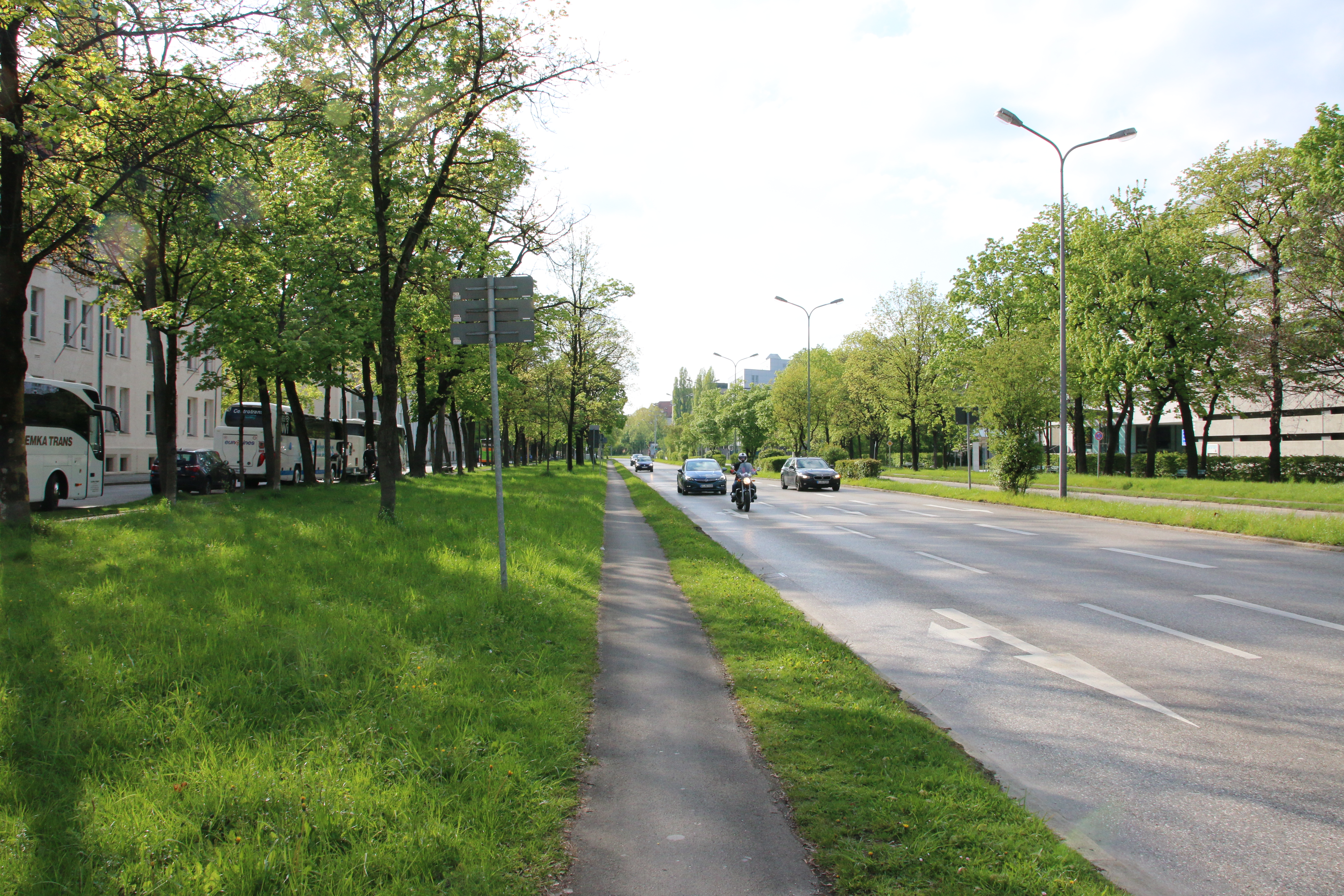
Der Marsplatz mit Marsstraße im Zentrum des Stadtbezirks. Links das Wittelsbacher-Gymnasium

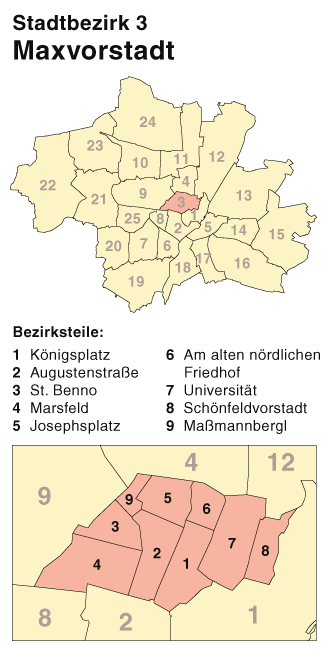
Marsfeld als Stadtbezirksteil (4) der Maxvorstadt

Das Marsfeld ist einer von neun Stadtbezirksteilen des Münchener Stadtbezirks Maxvorstadt. Am 31. Dezember 2009 wohnten 3.624 Einwohner auf einer Fläche von 80,4177 Hektar. Dies ergibt eine rechnerische Bevölkerungsdichte von 4506,5 Einwohnern pro Quadratkilometer.

## Geographie
Im Norden wird das Marsfeld durch die Nymphenburger Straße vom Bezirksteil St. Benno abgegrenzt, und im Osten durch die Seidlstraße vom Bezirksteil Augustenstraße.
Im Südwesten liegt der Stadtbezirk Schwanthalerhöhe, Stadtbezirksteil Westend. Hier bildet die Landsberger Straße die Grenze. Im Südosten grenzt das Marsfeld an den Stadtbezirk Ludwigsvorstadt-Isarvorstadt, Stadtbezirksteil St. Paul.
Im Westen grenzt es an den Stadtbezirk Neuhausen-Nymphenburg, Stadtbezirksteil St. Vinzenz. Die Grenze verläuft hier entlang der Marsstraße im Süden und Maillingerstraße im Norden.

## Geschichte
Das Marsfeld war ein Exerzierplatz und Militärgelände in München. Es ist in Anlehnung an das römische Vorbild nach dem römischen Kriegsgott Mars benannt.
Das Marsfeld lag nordwestlich des Neuhauser Tors vor der Münchner Altstadt. In dieser Gegend führte die bayerisch-kurfürstliche Armee Übungen durch. Da hier auch die Weideflächen des Dorfes Neuhausen lagen, kam es häufig zu Flurschäden, die seit 1603 immer wieder zu Beschwerden und Auseinandersetzungen führten.
Das militärisch genutzte Areal reichte dabei vom Galgenberg (heute Landsberger Straße ungefähr Höhe Hackerbrücke) im Südosten bis zu einem Punkt, an dem sich heute die Landshuter Allee und die Nymphenburger Straße treffen, im Nordwesten. Am 4. Juli 1803 wird das Gebiet in einer Cabinets-Ordre des Kurfürsten an den Justizminister erstmals als „Marsfeld“ bezeichnet. Im Jahr 1804 wurde das Marsfeld durch einen Grenzgraben gekennzeichnet.
Die Münchner Hinrichtungsstätte wurde 1821 vom Galgenberg auf einen stadtnäheren Teil des Marsfeldes (gegenüber dem Augustiner-Keller, heute Arnulfstraße 52) verlagert, um den Andrang der Schaulustigen aufnehmen zu können. Der zum Marsfeld führende Weg hieß etwa ab 1820 „Marsstraße“. Trotz der Proteste der Neuhauser Bauern wurde das Marsfeld 1853 endgültig dem Militär zugeschlagen.
Der Stadt München wurde 1842 ein Wegerecht eingeräumt, im Gegenzug musste sie den Rand des Platzes mit Bäumen bepflanzen. Auf dem Marsfeld führten Infanterie-, Kürassier- und Sanitätseinheiten Übungen und Paraden durch, die allerdings wegen der Unebenheit des Platzes auf das Oberwiesenfeld verlegt wurden. Bereits seit 1858 gab es Pläne, eine Kaserne auf dem Marsfeld zu errichten. Diese wurden aber bereits zwei Jahre später aufgrund der Geruchsbelästigung einer nahegelegenen Schwefelsäurefabrik wieder verworfen. Nachdem diese Fabrik ca. 10 Jahre später geschlossen worden war, wurde ab 1888 mit dem Bau einer Kasernenanlage begonnen, die die alte Salzstadelkaserne ablösen sollte.

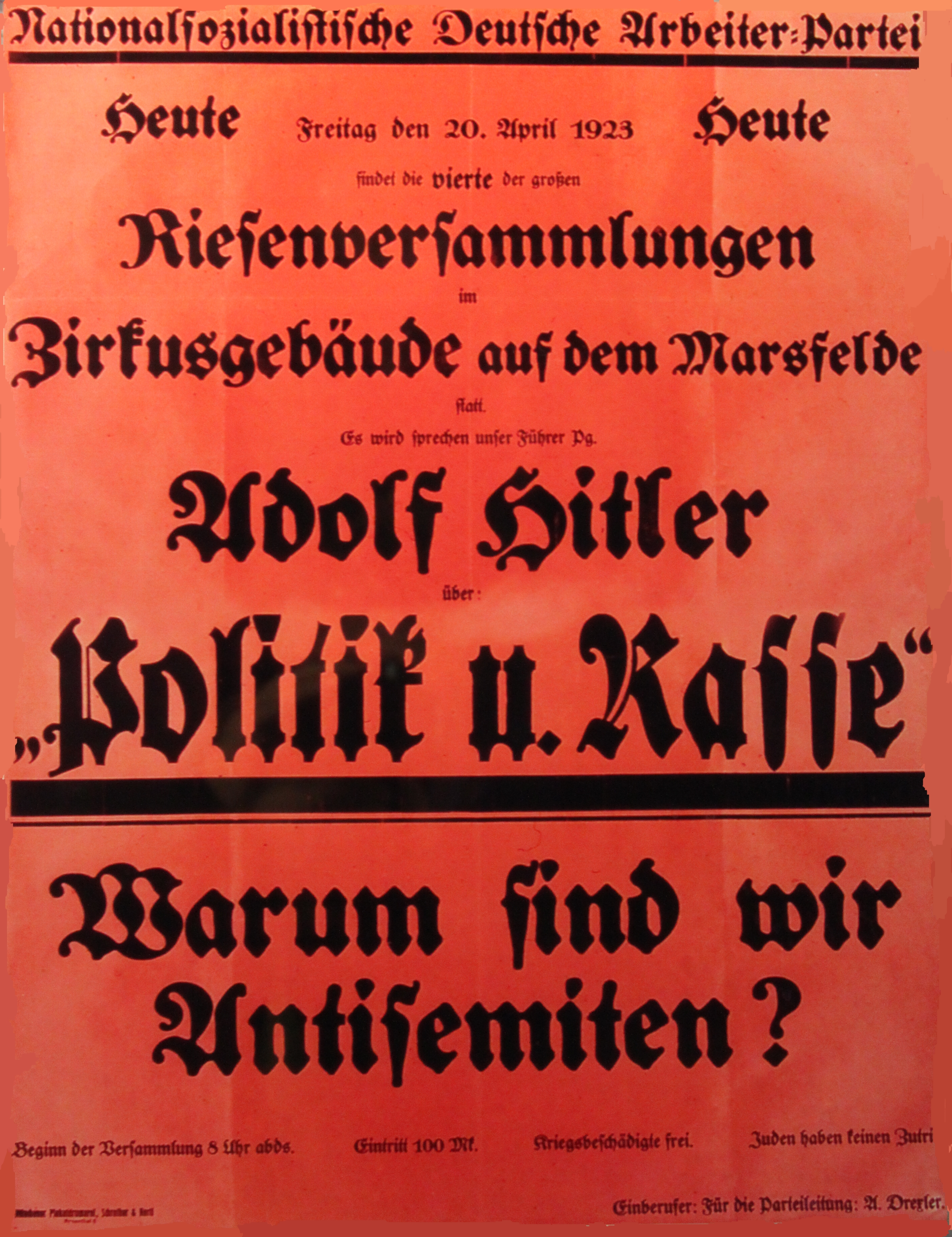
Einladung zur NSDAP-Veranstaltung in München, April 1923: „Es wird sprechen unser Führer Adolf Hitler“

Die Kaserne, bis 1898 beständig ausgebaut, wurde Standort des k.b. 1. Infanterieregiments. 1910 wurde der Teilbereich der Kaserne II, der ab 1898 nach Auflösung der 4. Halbbataillone des 1. Infanterieregiments als Detachementskaserne des 1. Fußartillerie-Regiments auf dem Marsfeld genutzt wurde, erweitert. Im Ersten Weltkrieg lagen dort Ersatztruppen der Infanterie und Eisenbahnpioniere. Am 7. November 1918 war die Besatzung der Marsfeldkaserne die erste, die sich dem Revolutionszug Kurt Eisners anschloss. Im Oktober 1919 wurden die Baracken an die Polizeiwehr München (die spätere Bayerische Landespolizei) übergeben. Am 26. Januar 1920 wurde das Kadettencorps aufgehoben und als real-gymnasialer Zweig dem Wittelsbacher-Gymnasium eingegliedert. Ab 1923 wurden die Anlagen durch verschiedene Behörden genutzt, so hatten unter anderem das Finanzamt und die Oberpostdirektion dort ihren Sitz. Vor 1933 wurde das Marsfeld auch von der SA und der NSDAP für Aufmärsche genutzt.
Gegen Ende des Zweiten Weltkrieges nahm die Wehrmacht die ehemalige Kaserne in Beschlag. 1945 wurde sie durch Bombenangriffe größtenteils zerstört. In den 1960er Jahren riss man die Reste ab und errichtete neue Gebäude. In diese zogen verschiedene Behörden wie das Bayerische Landeskriminalamt – welches auf dem Gelände der Kaserne II liegt – und die Münchner Finanzämter II, III, IV und V ein. Die Marsstraße hat ihren Namen seit 1820 behalten, ebenso der seit 1890 bestehende Marsplatz.
Das Marsfeld wird ab 2013 in Teilen einer städtebaulichen Neuordnung unterzogen. Das Areal Arnulfstraße 60–62, ehem. Postfuhramt/„Arnulfpost“, gegenüber der Hackerbrücke wird teilweise neu bebaut und die denkmalgeschützten Gebäude (37.500 m²) saniert. Auch für das umfangreiche Areal der Finanzämter melden Investoren Interesse an, nachdem der Freistaat die Absiedlung der Steuerbehörden aus der Deroystraße angekündigt hatte. Zusammen mit dem Zentralen Omnibusbahnhof, dem Arnulfpark und dem Löwenbräugelände wird der Bereich zwischen Altstadt und Neuhausen somit ein neues Gesicht erhalten und großteils einer geänderten Nutzung zugeführt.
Bei den Adressen Maillingerstr. 11 und 13 sind noch Teile der ehemaligen Kaserne zu erkennen.